# Schimon Bar-Efrat

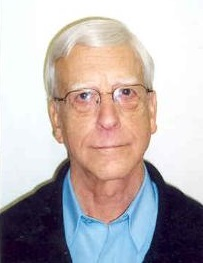
Schimon Bar-Efrat

Schimon Bar-Efrat (geb. 1929 in Arnheim; gest. 2010 in Jerusalem) war ein israelischer Bibelwissenschaftler. Sein Name (hebräisch שמעון בר-אפרת) wird meist als Shimon Bar-Efrat zitiert.

## Leben
Bar-Efrat hatte als Jugendlicher während der deutschen Besetzung der Niederlande versteckt überlebt. Nach seiner Alija 1950 wohnte er in Jerusalem. Er studierte an der Hebräischen Universität und promovierte 1975. 1979 erschien die Originalausgabe von „Wie die Bibel erzählt“, die zu einem Klassiker der Erzähltextanalyse wurde. Bis 1990 leitete Bar-Efrat die Abteilung Bibel der Hebrew University Secondary School.

## Lehre
Schimon Bar-Efrats Bücher, zunächst auf Neuhebräisch geschrieben, machten in englischer Übersetzung und, relativ spät, auch in deutscher Übersetzung die „narratologisch-philologische“ Bibelauslegung bekannt, die literaturwissenschaftliche und klassisch-narratologische Ansätze verbindet. Bar-Efrat war ein Vertreter des Close Reading. Sein Ansatz ist vergleichbar mit Eberhard Lämmert, Bauformen des Erzählens.

## Werke
- Wie die Bibel erzählt: alttestamentliche Texte als literarische Kunstwerke verstehen. Gütersloh 2006 ISBN 9783579052151
- Das Erste Buch Samuel, Kohlhammer, Stuttgart 2007 ISBN 978-3-17-019965-1
- Das Zweite Buch Samuel, Kohlhammer, Stuttgart 2009 ISBN 978-3-17-020522-2